# We’re on it, Comrades!
We're on it, Comrades! (original Titel: To se vysvětlí, soudruzi!) ist eine Mystery-Komödie-Fernsehserie, die als Koproduktion der tschechischen Fernsehanstalten ČT (Česká televize) und dem deutschen ZDF entstand.
Die Serie schließt sich vergangenen Koproduktionen zwischen der Tschechoslowakei und Westdeutschland aus den 80ern an: Die Besucher, Der fliegende Ferdinand oder Die Märchenbraut.

## Handlung
Die Serie begleitet zwei Mitarbeiter des Instituts für Paranormale Phänomene, die mysteriöse Kriminalfälle in der Tschechoslowakei der 80er Jahre lösen. David, der alteingesessene Skeptiker, und Vojta, ein naiver und etwas verrückter neuer Rekrut, werden auf die Außenmissionen geschickt. Dabei folgen ihnen die Agenten Snížková und Hora von der Staatssicherheit auf Schritt und Tritt.

## Episodenliste
| Nr. (ges.) | Nr. (St.) | Deutscher Titel                              | Originaltitel            | Erstausstrahlung Tschechien | Deutschsprachige Erstveröffentlichung (D/A/CH) | Regie                         | Drehbuch                               |
| ---------- | --------- | -------------------------------------------- | ------------------------ | --------------------------- | ---------------------------------------------- | ----------------------------- | -------------------------------------- |
| 1          | 1         | Unheimliche Begegnung der frostigen Art      | Ostre sledované UFO      | 3. März 2024                | 4. Okt. 2024                                   | Matěj Chlupáček               | Miro Šifra, Lucie Vaňková              |
| 2          | 2         | Wie man Meister Šálek erwürgt                | Jak uskrtit mistra Sálka | 10. März 2024               | 4. Okt. 2024                                   | Michal Samir                  | Miro Šifra, Lucie Vaňková, Marie Stará |
| 3          | 3         | Die unmögliche Ermordung des Hubert Vratimov | Copak je to za veksláka  | 17. März 2024               | 4. Okt. 2024                                   | Matěj Chlupáček               | Miro Šifra                             |
| 4          | 4         | Gottes Werk und Teufels Tauben               | Horí, má babicko         | 24. März 2024               | 4. Okt. 2024                                   | Michal Samir                  | Lucie Vaňková                          |
| 5          | 5         | Liebling, du bist jetzt Witwe                | Paní, vy jste vdova!     | 31. März 2024               | 4. Okt. 2024                                   | Matěj Chlupáček               | Miro Šifra, Marie Stará                |
| 6          | 6         | Die Ballade vom Ziegenmonster                | Balada pro Kozlopíra     | 7. Apr. 2024                | 4. Okt. 2024                                   | Michal Samir                  | Miro Šifra, Marie Stará                |
| 7          | 7         | Liebesgrüße aus dem Spa                      | Srdecné pozdravy z lázní | 14. Apr. 2024               | 4. Okt. 2024                                   | Matěj Chlupáček               | Lucie Vaňková                          |
| 8          | 8         | Lada und der Fluch der Hussiten              | Lada Lazarová            | 21. Apr. 2024               | 4. Okt. 2024                                   | Matěj Chlupáček, Michal Samir | Miro Šifra                             |